# Sega Rally Championship
Sega Rally Championship és un videojoc de curses llançat l'any 1995 desenvolupat per AM5 (també conegut com a Sega Rosso) al Sega Model 2. Després va ser portat per la Sega Saturn (per AM3) i PC.

## Cotxes
- Toyota Celica GT-Four ST205
- Lancia Delta HF Integrale
- Lancia Stratos HF Grupo 4